# ألياف بوركينجي
ألياف بوركينجي أو الخضر بوركينجي (بالإنجليزية: Purkinje fibers) (وتعرف أيضًا بنسيج بيركنجي والفروع تحت الشغاف) تقع في الجزء الداخلي لجدار البطينين. تحت طبقة الشغاف. هذه الألياف تتكون من خلايا قلبية خاصة لها القدرة على نقل جهد الفعل القلبي بسرعة وبكفاءة أكبر من بقية خلايا القلب. جهاز التوصيل في القلب يمكن البطنين من الانقباض سوية وفي وقت متزامن.